# Rollercoaster Tycoon 3
RollerCoaster Tycoon 3 är ett strategi och simulationsdatorspel. Spelet är utvecklat av Frontier Developments och utgivet av Atari. Det släpptes första gången den 26 oktober 2004 i Nordamerika. Till Europa kom spelet den 5 november 2004. 

## Gameplay
Spelet simulerar en nöjespark där spelaren ska bygga och underhålla parken. Där ingår bland annat byggandet av nya attraktioner, ekonomi, anställa personal och hålla besökarna glada och nöjda. Det finns två lägen man kan spela spelet i, ett karriärläge med särskilda mål och ett sandlåde-spel med obegränsat mycket pengar för att bygga sin helt egna park. Dessutom kan du skapa dina egna scenarion med egna mål, och sedan spela dem.
Bland nyheterna i spelet finns bland annat en CoasterCam, där spelaren kan få åka med sina attraktioner och ett MixMaster där spelaren får möjlighet att koordinera fyrverkerier. Besökarna kan nu också anlända i grupp och ha olika ålder och kön. Genom en dag- och nattcykel förändras besökarnas demografi. På natten besöker mest tonåringar parken medan barnfamiljer dyker upp mest på dagen. Nu finns också öppnings- och stängningstider. 
Spelet är också det första spelet i serien med full 3D-grafik.

## Expansioner
Spelet har fått två expansionspaket. Den första är Soaked, där man kan bygga vattenparker med rutschbanor och hopptorn. Den andra är Wild, där man kan bygga inhägnader med djur eller safaritåg. Till expansionspacken tillkommer också flera nya karuseller, stånd och teman. 
Förutom expansionspaketen kan även spelarna skapa och ladda ned sina egna mods. Mods görs oftast av privatpersoner och läggs oftast upp nätet tillgängligt för nedladdning. Ett mod är som ett slags expansionspaket fast där spelarna själva får bestämma vad de ska lägga till och ta bort.  

## Föregångare
Spelet är uppföljaren till RollerCoaster Tycoon 2 och är den tredje delen i datorspelsserien RollerCoaster Tycoon. Trots att RollerCoaster Tycoon 3 bygger på de tidigare spelen var utvecklaren av de två första titlarna, Chris Sawyer, endast delaktig som "konsult" och var inte involverad i programmeringen av det tredje spelet.